# Menggala (Kota Agung Timur)
Menggala is een bestuurslaag in het regentschap Tanggamus van de provincie Lampung, Indonesië. Menggala telt 868 inwoners (volkstelling 2010).